# 巴免 (新南威爾斯州)
巴免（英語：Electoral district of Balmain）是澳洲新南威爾斯州雪梨內西區的一個市區，位於雪梨商業中心區以西2（1.2英里）處，內西區議局地方政府行政區內。

## 商業區

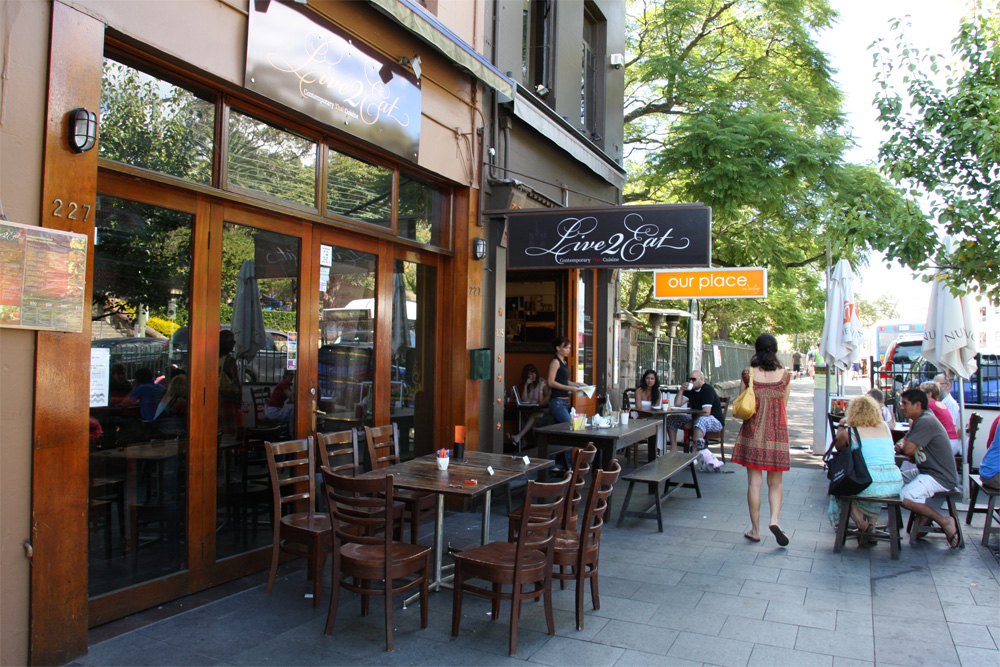
巴免擁有眾多咖啡茶座及食肆

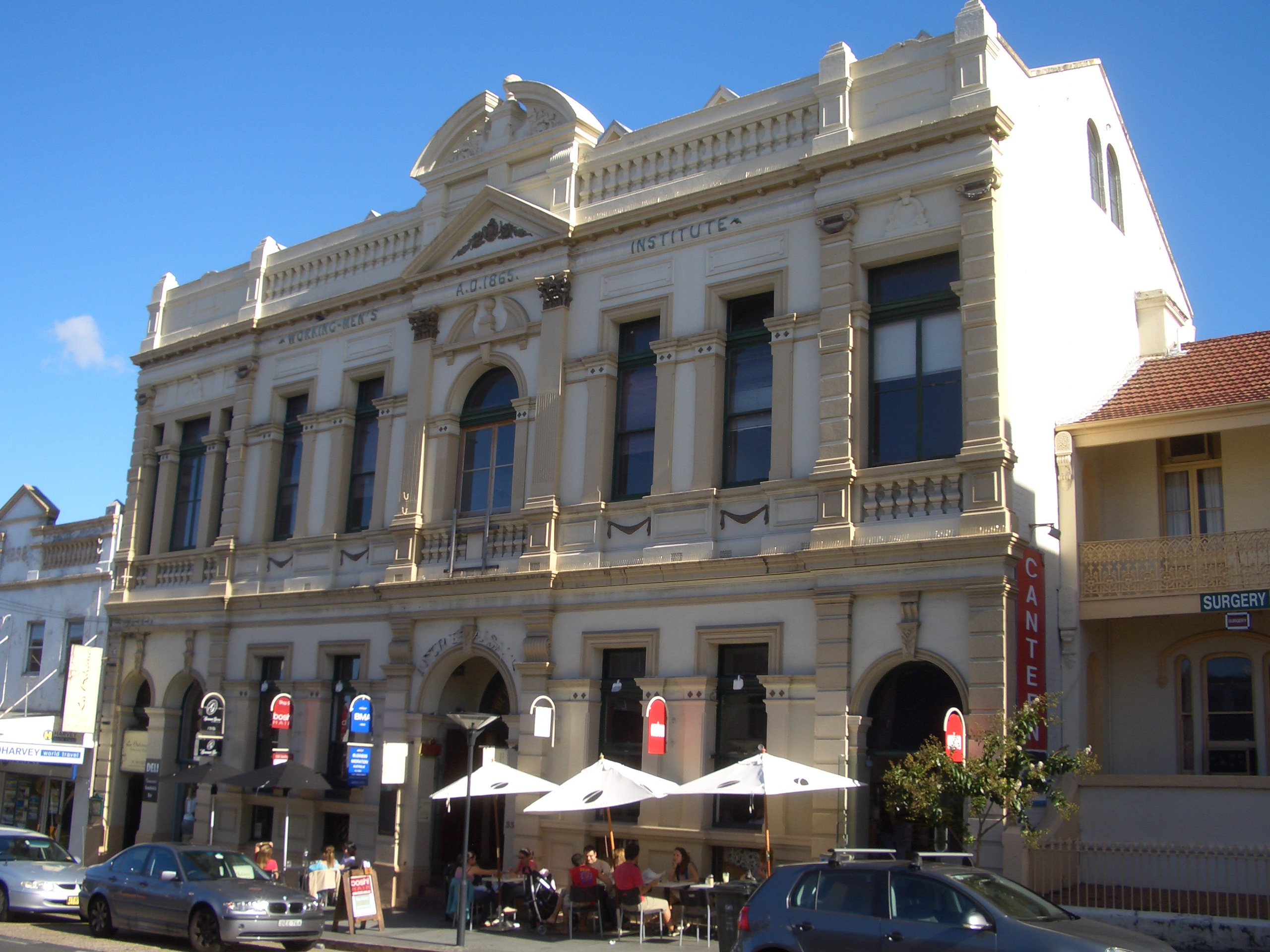
巴免工人院

巴免的主要大道為打令街。沿街遍布精品店、優質食肆、咖啡茶座及酒吧。沿街地標建築有信館及法院，以及巴免大會堂、西太平洋銀行、巴免消防局及巴免工人院。

## 知名居民
- 露絲·伯恩，演員[3]
- 夏拔·威爾·伊瓦特，法律人員、政治人物[4]
- 唐·弗雷澤，游泳運動員[5]
- 比利·休斯，第7任澳洲總理[6]
- 莊·卡爾，第18任澳洲總督[7]
- 馬菲·米查姆，跳水運動員[8]
- 內維爾·懷恩，第35任新南威爾斯州州長[9][10]
- 麥爾坎·楊，音樂人[11]

## 外部連結
- Local History Collection, Leichhardt Council （页面存档备份，存于）
- Balmain Association （页面存档备份，存于）.
- Peter Reynolds. . Dictionary of Sydney. 2008  [28 September 2015]. （原始内容存档于2024-02-26）. [CC-By-SA]
- Veronica Kooyman. . Dictionary of Sydney. 2008  [7 October 2015]. （原始内容存档于2024-02-22）.